# Baliato e siniscalcato

Monete di Jersey con l'iscrizione Bailiwick of Jersey, baliato di Jersey

Un baliato o baliaggio (bailliages nell'espressione originale in lingua francese) è l'area di giurisdizione di un balivo (bailli); il siniscalcato (sénéchaussée) invece è retto dal siniscalco.

## Storia
Create alla fine del XII secolo, tali istituzioni, che erano molte centinaia alla fine del XVIII secolo, conservavano un mero ruolo giudiziario, avendo perso la loro antica importanza rispetto ai governi e soprattutto alle generalità e intendenze.
Nel XVI secolo, alcuni baliati sono divenuti dei baliati presidiali, sotto Enrico II.

## Caratteristiche
La corte o tribunale del baliato era presieduta da un luogotenente generale del balivo. Giudicava in prima istanza questioni penali o nelle quali erano chiamati in causa membri della nobiltà, e in appello le sentenze delle giurisdizioni inferiori.
Un baliaggio poteva essere di proprietà di molti cantoni sovrani: per esempio, il baliaggio di Baden apparteneva a otto cantoni sovrani. In questo caso, il baliaggio prendeva il nome di "baliaggio comune". 
Inoltre, i cantoni proprietari vi inviavano a turno un landfogto, che aveva una carica di due anni, in seguito toccava a un altro cantone mandare un landfogto. Le tasse prelevate dai baliaggi venivano spartite equamente tra i cantoni proprietari. Le tasse consistevano, per i contadini, nel pagamento della decima, ovvero un decimo del raccolto annuo andava sempre consegnato al landfogto che in cambio offriva una certa protezione.

## Nel mondo

### Francia
Prima della Rivoluzione francese, erano una circoscrizione amministrativa, finanziaria e giudiziaria. Il termine "baliaggio" fu usato più frequentemente al Nord della Francia, mentre il "siniscalcato" a Sud. Ma non solo: siniscalcati si formarono in Linguadoca, in Bretagna, nel Poitou, in Artois, nel Boulonnais e nel Ponthieu.
Il termine era applicato anche a un territorio nel quale le funzioni di sceriffo erano esercitate da un balivo o siniscalco di nomina regia.
L'amministrazione era a sua volta suddivisa in prevosture reali (con a capo un prevosto nominato e pagato dal bailli) o in viscontee come in Normandia (con un visconte, funzionario pubblico talvolta plebeo).

### Sicilia
Magistratura importata dai Normanni nel Regno di Sicilia nell'XI secolo, costituisce uno dei cardini dell'amministrazione regia in sede periferica. Le competenze del baiulo si articolavano sostanzialmente in due ambiti, quello giudiziario e quello fiscale. In linea con una struttura amministrativa e funzionariale dai confini sempre sfumati e caratterizzata da una studiata flessibilità, i baiuli rappresentavano, almeno in linea teorica, uno dei terminali dell'azione regia; il loro compito principale era quindi quello di costituire, insieme ad altri funzionari periferici ‒ giustizieri, camerari e castellani ‒ il supporto necessario all'azione di governo in qualsiasi direzione essa si indirizzasse.

### Inghilterra
Il termine ebbe origine in Francia (bailie era il termine in francese arcaico per balivo) e fu usato su entrambe le sponde della Manica. 
Il termine sopravvive nell'uso amministrativo nelle Isole del Canale, che per scopi amministrativi sono raggruppate nei due baliati di Jersey (comprendente l'isola di Jersey e le isolette note come Minquiers e Ecréhous) e Guernsey (comprendente le isole di Guernsey, Sark, Alderney, Brecqhou, Herm, Jethou e Lihou). Ogni baliato dell'arcipelago è guidato da un Balivo.
Nel dicembre del 2008 l'isola di Sark ha abolito il baliato. Successivamente si sono svolte le prime elezioni che hanno visto trionfare il partito dell'ex balivo, che quindi continua a governare ma non più secondo il sistema feudale.

### Svizzera
I baliaggi erano una forma dell'organizzazione del territorio usata in Svizzera nel periodo della Vecchia Confederazione, ovvero fino al 1798, anno in cui la Svizzera subì l'invasione francese che decretò la nascita della Repubblica Elvetica. Prendevano il nome di baliaggio i paesi soggetti di una certa dimensione. Ogni baliaggio era di proprietà di uno o più cantoni sovrani che si occupavano dell'amministrazione di quel territorio grazie a un landvogt: una persona che veniva mandata nel baliaggio per amministrare la giustizia e per riscuotere le tasse.